# Thomas H. Seymour
Thomas Hart Seymour, född den 29 september 1807, död den 3 september 1868, var en amerikansk politiker, aktiv i Demokraterna och jurist från Connecticut. Han var guvernör i Connecticut och ambassadör i Ryssland.

## Unga år
Thomas H. Seymour föddes i Hartford, Connecticut, och gick i offentliga skolor som barn. Han tog examen från militärhögskolan Middletown Military Academy i Middletown, Connecticut 1829. Därefter studerade han juridik, blev ledamot av advokatsamfundet 1833 och började praktisera juridik i Hartford. Han var redaktör för Jeffersonian från 1837 till 1838 och var domare för arvstvister (judge of probate) från 1836 till 1838.

## Politiker och militär
Thomas H. Seymour valdes till USA:s representanthus för Connecticut 1842, och tjänstgjorde en mandatperiod. Han avböjde återval 1844.
Under Mexikanska kriget blev Seymour major i Connecticuts infanteri den 16 mars 1846 och senare i nionde amerikanska infanteriet den 9 april 1847. Han befordrades till överstelöjtnant av tolfte amerikanska infanteriet under överste Milledge L. Bonham den 12 augusti 1847.

## Guvernör
Efter kriget kandiderade Seymour till posten som guvernör i Connecticut 1849, men förlorade mot Joseph Trumbull. Han lyckades dock vinna året därpå och tillträdde tjänsten den 4 maj 1850.
Kort tid efter att han hade blivit vald till en fjärde mandatperiod 1853, tog han avsked från tjänsten som guvernör för att anta ett erbjudande om att bli USA:s ambassadör i Ryssland från president Franklin Pierce. Han efterträddes av sin viceguvernör Charles H. Pond. Seymour var ambassadör till 1858, då president James Buchanan bytte ut honom mot Francis W. Pickens.
Seymour gjorde två misslyckade försök att åter bli guvernör i Connecticut 1860 och 1863. Han misslyckades även att bli Demokraternas presidentkandidat vid Demokraternas nationella konvent 1864, där han förlorade mot generalen från det pågående amerikanska inbördeskriget George B. McClellan.
Thomas H. Seymour avled i Hartford, Connecticut, den 3 september 1868 och begravdes på Cedar Hill Cemetery.